# Jordanbad

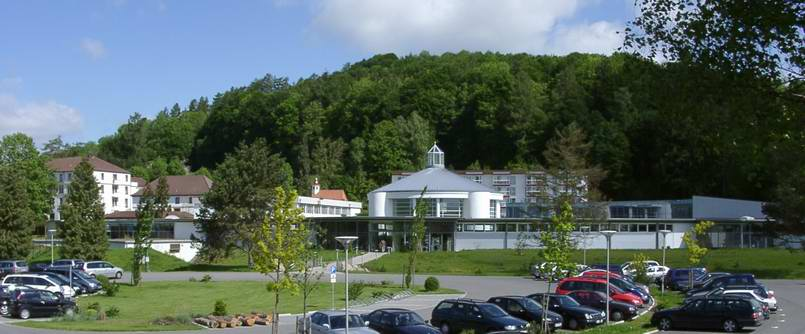
Blick zum Jordanbad mit Jordanberg (2004)

Das Jordanbad ist ein von der St. Elisabeth-Stiftung betriebenes staatlich anerkanntes Kneippkurbad in Biberach an der Riß in Oberschwaben.

## Geographische Lage
Das Jordanbad steht etwa vier Kilometer südöstlich (außerhalb) der Kernstadt von Biberach an der Riß und rund einen Kilometer nordnordwestlich vom Zentrum des Kernorts der Gemeinde Ummendorf. Es befindet sich am Südhang des Jordanbergs (638 m ü. NN) auf zirka 540 m Höhe. Ungefähr 650 m westnordwestlich mündet die unweit südwestlich am Jordanbad vorbeifließende Umlach in die von Süden kommende Riß.

## Geschichte

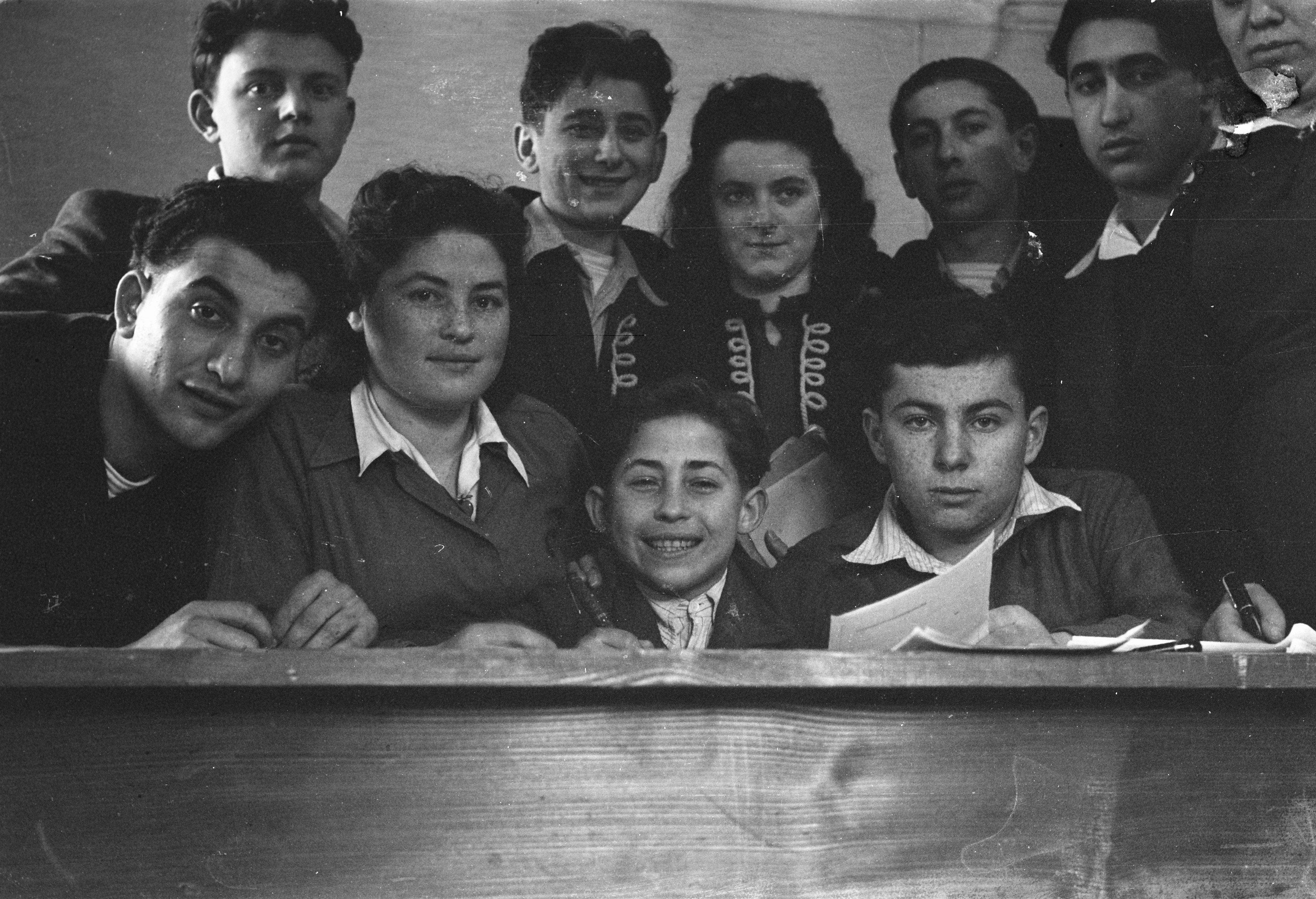
Heimatlose jüdische Kinder im Jordanbad 1946

Im Jahr 1298 schenkten die Grafen Diepold und Ulrich von Aichelberg dem Spital von Biberach den „Wasacher Hof“ (den „Jordan“), den Helwig von Essendorf zuvor von ihnen zum Lehen hatte. 1470 wurde das „Spitalbad“ erstmals urkundlich erwähnt. 1889 eröffneten die Franziskanerinnen von Reute hier die erste ärztlich geleitete Kneipp’sche Wasserheilanstalt Deutschlands. Im April 1945 waren auf dem Gelände des Jordanbades bis zu 400 heimatlose jüdische Kinder von Holocaust-Opfern untergebracht, bevor sie ihre Reise aus der damaligen französischen Besatzungszone nach Palästina antraten.
Seit 1968 verfügt die Kuranstalt über ein Hallenbad. 1982 stieß man bei Bohrungen auf schwefel- und fluoridhaltiges Thermalwasser. 1984 wurde das Thermalbad in Betrieb genommen.
Heutzutage ist das 2003 modernisierte Vier-Sterne-Parkhotel mit Thermalbad und Saunalandschaft im Besitz der 1999 gegründeten katholischen St. Elisabeth-Stiftung.

## Verkehrsanbindung
Das Jordanbad ist über die erste Nebenstraße der B 312 zu erreichen, die sich etwa 600 m hinter bzw. östlich der Kreuzung mit der B 30 befindet. Die Kreuzung dieser Bundesstraßen liegt rund 300 m südsüdöstlich der Einmündung der Umlach in die Riß.